# Ungusurculus collettei
Ungusurculus collettei är en fiskart som beskrevs av Werner Schwarzhans och Møller 2007. Ungusurculus collettei ingår i släktet Ungusurculus och familjen Bythitidae. Inga underarter finns listade i Catalogue of Life.